# Spanyol Szocialista Munkáspárt
A Spanyol Szocialista Munkáspárt (spanyolul Partido Socialista Obrero Español, rövidítve PSOE) Spanyolország legerősebb baloldali pártja.

## Története
1879-ben Madridban alapította Pablo Iglesias Possé.
A PSOE Európa második legrégibb szocialista pártja (a német SPD után). A párt eredeti célja a munkásosztály érdekeinek képviselete volt, amely tartalmazott szocialista és kommunista eszméket.
A párt 1889-ben tartott első kongresszusát Barcelonában, a spanyol törvényhozásba 1910-ben került be először. 1888-ban megalapította az UGT szakszervezeti szövetséget, amely ma az ország legjelentősebb baloldali szakszervezeti konföderációja.
Francisco Franco diktatúrájának idején a PSOE illegálisan működött. A Franco-rendszer bukása után a párt megújult, 1979-ben elvetették a marxista tételeket. Ennek eredményeként 1982-ben Felipe González személyében a párt történetében először a PSOE delegálhatta Spanyolország miniszterelnökét. González hivatalát egészen 1996-ig megtartotta.
Ma a PSOE ideológiailag az európai szociáldemokrácia értékeire alapul. A 2004. március 14-ei általános választásokat megnyerve Spanyolország kormányzó-pártja, ezzel főtitkára, José Luis Rodríguez Zapatero az ország miniszterelnöke lett. Fontos reformintézkedéseket vezetett be: többek között kivonta Spanyolország csapatait Irakból és legalizálta az azonos neműek házasságát amivel Spanyolország a világon a harmadik országként vezette be.
Többségét a párt a 2008-as parlamenti választásokon is megtartotta, ám a 2011. december 20-i választásokon elveszítette a Néppárttal (Partido Popular, PP) szemben, így jelenleg az ellenzék legnagyobb pártja.

### 2008-as parlamenti választások
2008. március 9-én a PSOE megnyerte az általános választásokat. A Képviselőházban a 350 mandátumból 169-et szerzett meg, míg a rivális Néppárt 154-et. A fennmaradó mandátumokon több kisebb párt osztozott: a Konvergencia és Unió (CiU) 10-et, a Baszk Nacionalista Párt (EAJ-PNV) 6-ot, a Katalán Republikánus Bal (ERC) 3-at, míg az Egyesült Balolal 2 mandátumot kapott.
A Szenátusban a PSOE nem tudott többséget szerezni: 101 szenátort küldhet a Néppárt, 89-et a PSOE, 12-t a PSC-ERC-ICV-EUiA, 4-et a CiU, és 2-t at EAJ-PNV. A tartományi (autonóm közösségi) választások is változatos képet mutattak: Andalúziában és Katalóniában a baloldal elsöprő győzelmet aratott, míg Madridban és a Kasztíliákban a Néppárt került többségbe.

### 2016-os válság a pártban
A párt a 2015-ös választáson történelmének egyik legrosszabb eredményét érte el: 90 képviselői mandátumot szerzett. A párt élén Pedro Sánchez állt, aki 2016-ban a Polgárok párttal megállapodott koalícióban kormányoznának. Susana Díaz Andalúzia szocialista elnöke és hívei ellenezték az ötletet. Kialakult egy Sánchez (sanchistas) és Díaz (susanistas) párti tábor a párton belül, amely a párt 2017-es kongresszusáig tartott, ahol Pedro Sánchezt választotta meg a küldöttek többsége 50,26%-kal. Susana Díazt 39,9%-kal.

## Szavazóbázisa
A PSOE szavazói közt a férfi és női szavazók közel egyforma arányban vannak jelen. , az 55-64 év közötti nők és a 65 év feletti férfiak korosztálya adja a párt szavazóinak 36%-át.
Földrajzilag a párt Andalúziában, Extremaduraban és Asztúriában a legerősebb, de hosszú ideig Katalóniában és Valenciában is népszerű volt.
Települések esetében a párt hagyományosan Donostia-San Sebastián, A Coruña, Cordoba, Sevilla városokban népszerű.

## Választási eredmények

### Parlamenti választások
| Választások   | Szavazatok | %     | Képviselőházi mandátumok | Szenátusi mandátumok | Kormányzat  | Listavezető                  |
| ------------- | ---------- | ----- | ------------------------ | -------------------- | ----------- | ---------------------------- |
| 1977          | 5 371 866  | 29.32 | 118 / 350                | 54 / 208             | Ellenzék    | Felipe González              |
| 1979          | 5 469 813  | 30.40 | 121 / 350                | 69 / 208             | Ellenzék    | Felipe González              |
| 1982          | 10 127 392 | 48.11 | 202 / 350                | 134 / 208            | Kormánypárt | Felipe González              |
| 1986          | 8 901 718  | 44.06 | 184 / 350                | 124 / 208            | Kormánypárt | Felipe González              |
| 1989          | 8 115 568  | 39.60 | 175 / 350                | 105 / 208            | Kormánypárt | Felipe González              |
| 1993          | 9 150 083  | 38.78 | 159 / 350                | 96 / 208             | Kormánypárt | Felipe González              |
| 1996          | 9 425 678  | 37.63 | 141 / 350                | 81 / 208             | Ellenzék    | Felipe González              |
| 2000          | 7 918 752  | 34.16 | 125 / 350                | 60 / 208             | Ellenzék    | Joaquín Almunia              |
| 2004          | 11 026 163 | 42.59 | 164 / 350                | 89 / 208             | Kormánypárt | José Luis Rodríguez Zapatero |
| 2008          | 11 289 335 | 43.87 | 169 / 350                | 96 / 208             | Kormánypárt | José Luis Rodríguez Zapatero |
| 2011          | 7 003 511  | 28.76 | 110 / 350                | 54 / 208             | Ellenzék    | Alfredo Pérez Rubalcaba      |
| 2015          | 5 530 693  | 22.01 | 90 / 350                 | 47 / 208             | Ellenzék    | Pedro Sánchez                |
| 2016          | 5 424 709  | 22.67 | 85 / 350                 | 43 / 208             | Ellenzék    | Pedro Sánchez                |
| 2019 április  | 7 513 142  | 28.67 | 123 / 350                | 123 / 208            | Kormánypárt | Pedro Sánchez                |
| 2019 november | 6 792 199  | 28.00 | 120 / 350                | 93 / 208             | Kormánypárt | Pedro Sánchez                |
| 2023 július   | 7 821 718  | 31.68 | 121 / 350                | 72 / 208             |             | Pedro Sánchez                |
|               |            |       |                          |                      |             |                              |

### Önkormányzati választások
| Választások | Pártelnök                    | Szavazatok | %      | Képviselők száma |
| ----------- | ---------------------------- | ---------- | ------ | ---------------- |
| 1979        | Felipe González              | 4 615 837  | 28,17% | 12 059 / 67 505  |
| 1983        | Felipe González              | 7 683 197  | 43,03% | 23 325 / 67 312  |
| 1987        | Felipe González              | 7 229 782  | 37,08% | 23 241 / 65 577  |
| 1991        | Felipe González              | 7 224 242  | 38,34% | 25 260 / 66 308  |
| 1995        | Felipe González              | 6 838 607  | 30,84% | 21 189 / 65 869  |
| 1999        | Joaquín Almunia              | 7 296 484  | 34,26% | 21 917 / 65 201  |
| 2003        | José Luis Rodríguez Zapatero | 7 999 178  | 34,83% | 23 224 / 65 510  |
| 2007        | José Luis Rodríguez Zapatero | 7 760 865  | 34,92% | 24 029 / 66 131  |
| 2011        | José Luis Rodríguez Zapatero | 6 275 314  | 27,79% | 21 766 / 68 230  |
| 2015        | Pedro Sánchez                | 5 603 823  | 25,02% | 20 823 / 67 611  |
| 2019        | Pedro Sánchez                | 6 656 965  | 29,26% | 22 323 / 67 515  |
|             |                              |            |        |                  |

## Neves tagjai
- Cayetano Redondo Aceña
- Joaquín Almunia
- Julián Besteiro
- Francisco Largo Caballero
- Felipe González
- Alfonso Guerra
- Rodolfo Llopis
- Tomás Meabe
- Pablo Iglesias Posse
- Indalecio Prieto
- Ramón Rubial
- José Luis Rodríguez Zapatero